# L-687414
L-687414是一种含氮有机化合物，化学式C
5H
10N
2O
2，可作为N-甲基-D-天門冬胺酸受體（NMDA受体）的拮抗剂，但其效能较低，只能算作部分激动剂，其同系物HA-966也是NMDA受体拮抗剂。